# Spermacoce auriculata
Spermacoce auriculata är en måreväxtart som beskrevs av Ferdinand von Mueller. Spermacoce auriculata ingår i släktet Spermacoce och familjen måreväxter. Inga underarter finns listade i Catalogue of Life.